# Jan Špik
Jan Špik (ur. 22 lipca 1988 w Jesenicach) – słoweński wioślarz.

## Osiągnięcia
- Mistrzostwa Świata Juniorów – Amsterdam 2004 – czwórka podwójna – 1. miejsce[1].
- Mistrzostwa Świata Juniorów – Brandenburg 2005 – dwójka podwójna – 6. miejsce[1].
- Mistrzostwa Świata Juniorów – Banyoles 2006 – dwójka podwójna – 6. miejsce[1].
- Mistrzostwa Europy – Poznań 2007 – dwójka podwójna – 3. miejsce[1].
- Mistrzostwa Europy – Ateny 2008 – dwójka podwójna – 7. miejsce[1].
- Mistrzostwa Świata – Poznań 2009 – dwójka podwójna – 5. miejsce[1].
- Mistrzostwa Europy – Montemor-o-Velho 2010 – jedynka – 6. miejsce[1].